# Бригам Сити (Јута)
Бригам Сити (енгл. Brigham City) град је у америчкој савезној држави Јута.

## Демографија
По попису из 2010. године број становника је 17.899, што је 488 (2,8%) становника више него 2000. године.
| Група             | 2000.          | 2010.          |
| Белци             | 15.452 (88,7%) | 15.242 (85,2%) |
| Афроамериканци    | 41 (0,2%)      | 81 (0,5%)      |
| Азијати           | 134 (0,8%)     | 111 (0,6%)     |
| Хиспаноамериканци | 1.335 (7,7%)   | 1.928 (10,8%)  |
| Укупно            | 17.411         | 17.899         |